# Коростишів
Корости́шів — місто в Україні в межах Житомирського району Житомирської області, організаційно-господарський і культурно-побутовий центр районного значення, центр АПК. Розташоване на березі річки Тетерів на схід від обласного центру, на автомагістралі E40М06 (Київ — Львів).

## Історія

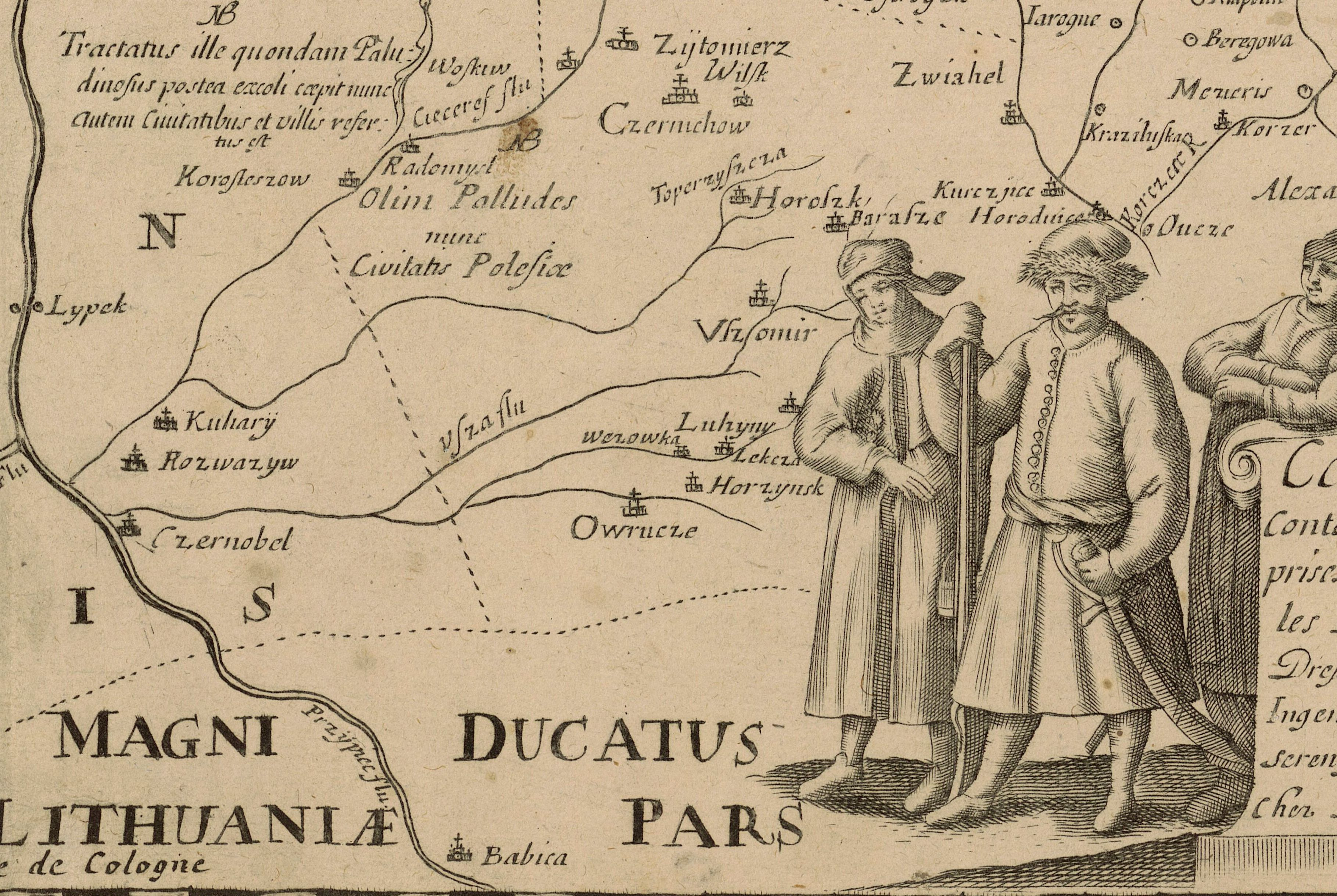
Коростишів на мапі Боплана, 1648 рік

Одне з найдавніших міст України, засноване близько VI-VII століття. За легендою, містечко називалось Хміничі і було центром одного з древлянських племен — мінчан.
В книзі 1895 року, автором якої є В.Б.Антонович, яка має назву "Археологическая карта Киевской губернии"  зазначено,що в містечку на площі є 1 курган; в 3 верстах нижче містечка по Тетереву коло лісу Бобрика є група з 21 кургану; 10 з них розкопані в 1887 році Антоновичем; скелети лежали на спині, головами на захід, оточені деревом та цвяхами, при них знаходились бронзові та срібні кільця, бронзові, скляні та глиняні намиста, залізний спис. 
В могилі був знайдений скелет обернутий березовою корою. 
В 1876 році була знайдена полірована сокира з кременю. В 1870 році Г. Ставровський знайшов в розселині граніту полірована сокиру із агату. В 1884 році був знайдений скляний кувшин; в ньому в середині лежали: великий цепок з хрестом, два зуба в металічній оправі, три кільця, привіска, 4 скляних намистини і 357 срібних монет: таляри іспанські та нідерландські, мілкі срібні монети: польська, руська, шведська та німецька XVII ст. до 1666 року. 
В книзі «Сказання про населені місцевості Київської губернії» Похилевича 1864 року зазначено, що Коростишів одне із найдревніших міст на околицях Києва, дехто полагає що тут була столиця древлян Коростень, а не в Іскоростені, звідки плавання в човнах-лодіях ледве було можливим і в древності, між тим як по Тетереву воно частково можливе і в сьогоденні. Пам'ятниками до часів християнства можна вважати камінь знайдений в річці, який признається жертовник, і розшуканий в розкопаній могилі людський скелет обернутий березовою корою, та в іншому місці під час копання каналу два глиняних сосуди старовинної форми. 
Перша письмова згадка як про село Житомирського повіту Київського воєводства Великого Литовського князівства припадає на 26 березня 1499 р. Шістдесят п'ять років воно належало Кмітам Чорнобильським — відомому і впливовому роду Правобережної України. З 1565 р. містечко після того, як його продав Філон Кміта, стало власністю роду Олізарів, які пізніше отримали титул графів.
У липні 1768 року в містечку побували козаки Івана Бондаренка.
У 1779 р. надане магдебурзьке право і герб з зображенням родової емблеми графів Олізарів: золотої церковної корогви з хрестом на червоному тлі (шляхетський герб «Радван»). Після другого поділу Польщі в 1793 році Коростишів ввійшов до складу Російської імперії. З 1795 року містечко перебувало у складі Радомишльського повіту Волинської губернії, а з 1797 року передано до Київської губернії в складі якої знаходилось понад 120 років. Власниками Коростишева до 1873 року залишалась родина Олізарів. Більшу частину угідь маєтку становили ліси.
За переписом 1897 року у місті проживало 7863 мешканці.
У 1900 році в Коростишеві — волосному центрі Радомишльського повіту Київської губернії нараховувалось 807 дворів і проживало 5463 жителі, з них чоловіків — 2793 і жінок 2670. Головним їх заняттям було землеробство. За містечком рахувалося понад 17909 десятин землі. З них більше 16645 десятин належало поміщику, генерал майору Олексію Петровичу Плем'янникову, 42,5 — церкві і 1222 десятини — селянам. Сам поміщик, як і селяни, вів господарство по трипільній системі.
1938 року надано статус міста.

## Промисловість
У XVIII-му першій половині XIX століття поширений на Коростишівщині був залізорудний промисел. основними осередками виробництва заліза були так звані рудні. Вони будувались поблизу річок, де була на поверхні сировина-залізна болотна руда. Сліди рудень були виявлені біля сіл Глибочка, Смолівки, Рудні, Харитонівки м. Коростишева, а на північний схід від Городська з 1788 року працював залізорудний завод. В основному на них вироблялось штатне та полосове залізо з якого виготовляли плуги, борони і інші знаряддя В 40-х роках XIX ст, поблизу Харитонівки діяв мідноплавильний завод.
У Коростишеві в той час знаходились телеграфна і поштова станції, 2 православні церкви, римсько-католицький костьол, каплиця, 6 єврейських синагог, лютеранська кірха, учительська семінарія і при ній — двокласне зразкове училище, дві церковно-приходські школи, лікарня, де працювали один лікар і два фельдшери, аптека, трактир і погріб для продажу вина, 4 постояли двори, винокурний завод, на якому працювало 12 робітників на чолі винокуром М. Ф. Завадським. Винокурня належала О. П. Плем'нникову, як і пивоварний завод, де працювало 10 чоловік на чолі з пивоваром Ю. І. Кейліхом. Він же орендував цей завод у поміщика. Плем'нникову належала також суконна фабрика, де працювало 10 чоловік. Друга суконна фабрика, на якій нараховувалося 8 робітників, належала Роберту Арнольду.
Була у місті і цигарково-паперова фабрика, що належала торговельному дому синів і нащадків Хаїма Воловника, на якій працювало 70 робітників, з них 50 жінок.
Завдяки коштам, які давала паперова фабрика та Коростишівське селянське і міщанське товариство було створено пожежний обоз, який складався із 1 насоса, 16 бочок, 16 відер, 16 багрів і 2 драбин.
Фабрика шведських сірників належала Ользі Тарасівні Селецькій. На ній трудилося 70 робітників, а виробництвом завідував І. Д. Бару.
Каменотесні майстерні належали Я. Я. Ріццолатті (10 робітників), Мошці Вінарському (8 чол.) Берку Букштейну, Нуті Фельдману (по 6 чол.) Крім того працювали ще дві невеликі каменотесні майстерні і 5 суконних майстерень, 3 водяні млини, 3 маслобойні, шкіряний завод Шами Ципенюка, на якому працювали 3 робітники, цегельний завод поміщика Плем'янникова з 10-ма робітниками, цегельний завод Лейби Староселецького (6 чол), 17 кузень.
У 20 столітті працювали ряд фабрик та заводів: паперова, бавовняно-паперова фабрики, заводи «Електроприлад» (на даний момент завод «Електроприлад» продали і побудували торговий центр «Фуршет»), залізобетонних виробів та продтоварів. Гранітний, льонопереробний, цегельний, спиртовий, комбікормовий, молочний та будівельний комбінат. Мальовнича природа околиць міста сприяє розвиткові рекреаційного господарства. Тут функціонує відомий санаторій «Тетерів».
Коростишів — один із найвідоміших в Україні та за її межами центрів гранітодобувної й обробної промисловості. Зараз у місті та в його околицях добувають граніт, основний колір якого зумовлений кольором польового шпату — рожевого, жовтого, червоного, зеленого, сірого. Тут зустрічаються рідкісні види граніту, лабрадорит, габро. У місті працює кілька сотень приватних підприємств по обробці граніту, вироби монументальної архітектури яких відомі по всій Україні.
- Див. Коростишівське родовище граніту

## Пам'ятки архітектури

Костел, кінець XVIII ст.

Наприкінці 18 ст. володарем міста був Густав Олізар, маршал Люблінського трибуналу. Він і побудував новий маєток, школу, лікарню, відкриту 1785 року.
Ще у 1608 р. родина Олізарів фундувала будівництво місцевого костелу. Спершу це був дерев'яний костьол, на місці якого 1798 року споруджено існуючий кам'яний. За часів СРСР костел було зачинено, а приміщення використовували як зерносховище, а потім як кінотеатр. За часів незалежності України у 1991 р. бароковий костел повернуто католицькій громаді.
На початку 1870-х років у місті зведено двоповерхову муровану будівлю для Коростишівської вчительської семінарії, будівля якої збереглася дотепер.
Також у місті є невелика дерев'яна церква орієнтовно невизначеного часу побудови (найімовірніше, збудована вже у радянський час). У місті збереглася також будівля колишньої поштової станції середини XIX ст., яка нині використовується як автобусна станція.

## Охорона здоров'я
В 1837 році Г. Олізар відкриває в містечку водолікувальний заклад де більше 60-ти хворих в рік проходили курс бальнеологічного лікування за методом доктора Прісніца. Крім того тут знаходилась лікарня на 20 ліжок та притулок на 4 чоловіки. При католицькому костьолі, лютеранській кірсі та єврейській синагозі діяли школи.
Мережа закладів охорони здоров'я району включає центральну районну лікарню, райполіклініку, стоматологічну поліклініку, 8 сільських лікарських амбулаторій, 2 фельдшерсько-акушерські та 23 фельдшерські пункти.
Центральна районна лікарня була створена на базі земської ще на початку 20-х років. Було в ній тоді лише 24 ліжка. Керував нею в той час лікар-хірург Дмитро Іванович Потєхін, який працював тут до 1954 року. Допомагав йому фельдшер Шишкін. У 1924—1925 рр. відкриваються амбулаторії в с. Старосільці, Студениці, а на початку 30-х років — фельдшерські пункти в с. Березівка (нині Садове), Кам'яний Брід, Гуменники, Слобідка, Кошарища, Смолівка та ін.
У передвоєнний період у лікарні працювало 5 лікарів: Д. І. Потєхін, К. Ф. Шліомпек, П. Муравйов, Іскра, Зельцман.
У 1945 році в районі вже 95 ліжок приймало хворих, працювало 7 лікарів, 56 середніх медпрацівників. Заклади охорони здоров'я було відновлено народним методом, одним з ініціаторів якого виступив Коростишівській район.
Подальшого розвитку охорона здоров'я набула в повоєнний час. За плідну працю Дмитро Іванович був нагороджений орденом Леніна.
У 1959 році ліжковий фонд нараховував 265 ліжок. У 1964 році було побудовано приміщення триповерхового стаціонарного корпусу, в 1969 році — райполіклініки, в 1975 році — чотириповерхового стаціонару (новий корпус). Ліжковий фонд райлікарні сягнув в 1985 році 540 ліжок, району — 740 ліжок. Відкрито спеціалізовані відділення: кардіологічне, травматологічне, урологічне, офтальмологічне.
У поліклініці району було створено спеціалізовані кабінети: підлітковий, психіатричний, травматологічний, наркологічний, ендоскопічний та інші. У цей час у районі працювало 120 лікарів, 420 середніх медпрацівників.
У 70-х роках лікарня стала базою передового досвіду Всесвітньої Організації охорони здоров'я. Її відвідували міністр охорони здоров'я Петровський В. та численні міжнародні делегації.
У розвиток охорони здоров'я та зміцнення її матеріально-технічної бази значний вклад внесли головні лікарі, які очолювали лікарню після Дмитра Івановича Потєхіна: Беспалов, Пасічник, В. А. Пєшко, Й. Л. Добровольський, В. С. Федосєєв, С. В. Кобилінський, О. П. Зубрій., В. А. Гречко, С. В. Бондарчук. Зараз лікарнею керує Веселовський Олександр Борисович[джерело?].
За роки незалежності України в районі проведена реорганізація мережі лікувально-профілактичних закладів. Ліжковий фонд районної лікарні зменшено до 230 ліжок, що є оптимальною потребою на даний час. Інтенсифіковано лікувальний процес, упроваджено стаціонарно-змінні форми медичного забезпечення населення.
Студеницьку та Старосілецьку дільничні лікарні реорганізовано в лікарські амбулаторії. Відкрито лікарські амбулаторії на базі фельдшерсько-акушерських пунктів у селах Більковці, Стрижівка, Шахворостівка.
Зараз у лікарні працюють 88 лікарів та 248 середніх медпрацівників; 15 лікарів та 17 середніх медпрацівників мають вищу кваліфікаційну категорію, відповідно — 18 та 36 — першу, 13 та 57 — другу кваліфікаційну категорію.
У закладах первинної медико-санітарної допомоги району працюють 8 лікарів та 52 середні медичні працівники.
Колектив медпрацівників ЦРЛ невтомно працює над подальшим удосконаленням медичної допомоги населенню, впровадженням сімейної медицини та нових методів діагностики і лікування, зокрема: ультразвукового обстеження, комп'ютерної техніки тощо.
Колектив лікарні бере активну участь у суспільному житті міста і району. Проводиться значна санітарно-освітня робота. Медпрацівники представлені в обласній, районній та місцевих радах значним депутатським корпусом.
Хор районної лікарні носить звання «народного». Спортсмени лікарні неодноразово завойовували призові місця в змаганнях районного та обласного рівнів. 12 травня 2010 року лікарня реорганізована в Комунальне підприємство «Коростишівська ЦРЛ ім. Д. І. Потєхіна» Коростишівської районної ради.

## Населення
За даними перепису населення СРСР 1939 року чисельність населення становила 11 215 осіб, з них українців — 7 604, росіян — 348, німців — 358, євреїв — 2 170, поляків — 664, інших — 71.
| Зміни кількості населення Коростишева |
| ------------------------------------- |

Станом на 1 січня 2020 року в Коростишеві мешкало 24 822 особи.

### Національний склад
Національний склад населення згідно з даними Всеукраїнського перепису 2001 року:
| Національність | Кількість | Частка, % |
| -------------- | --------- | --------- |
| українці       | 23873     | 92,76     |
| поляки         | 1286      | 5,00      |
| росіяни        | 351       | 1,36      |
| білоруси       | 66        | 0,26      |
| євреї          | 40        | 0,16      |
| вірмени        | 26        | 0,10      |
| молдовани      | 19        | 0,07      |
| інші           | 74        | 0,29      |

### Мовний склад
Розподіл населення за рідною мовою за даними перепису 2001 року:
| Мова            | Кількість | Відсоток |
| --------------- | --------- | -------- |
| українська      | 24298     | 94.42%   |
| російська       | 1355      | 5.27%    |
| білоруська      | 23        | 0.09%    |
| вірменська      | 19        | 0.07%    |
| польська        | 17        | 0.07%    |
| румунська       | 6         | 0.02%    |
| єврейська       | 6         | 0.02%    |
| інші/не вказали | 11        | 0.04%    |
| Усього          | 25735     | 100%     |

## Освіта
- Загальноосвітня школа №3
- ЗОШ №9
- Аграрний ліцей
- Школа-ліцей №2
- Коростишівський педагогічний коледж імені Івана Франка
- Коростишівська гуманітарна гімназія № 5 ім. Тараса Шевченка
- Коростишівська ЗОШ № 1

## Пам'ятки
- Коростишівський парк — або Олізарівський парк
- Костел Різдва Пресвятої Діви Марії
- Коростишівський кар'єр
- Галове болото — гідрологічний заказник місцевого значення.

## Відомі люди
- Березняк Саватій Іванович — член Української Центральної Ради.
- Беседовська Ірина Василівна (нар. 1 серпня 1974)  — методист Коростишівського педагогічного фахового коледжу імені Івана Франка, старший науковий співробітник, заслужений працівник освіти України.
- Волотівська Інна Іванівна (нар. 05 вересня 1977)  — заступник директора з виховної роботи Коростишівського педагогічного фахового коледжу імені Івана Франка, доктор філософії, заслужений працівник освіти України.
- Грицюк Анеля Іванівна — учителька; багатолітній директор ЗОШ № 9[12].
- Дніпрова-Приємська Марія (1888–1960) — українська актриса, співачка, театральний режисер, відома за виступами в Театрі Миколи Садовського та хоровій капелі Олександра Кошиця.
- Добрянський Максим Сергійович (1988—2014) — старший солдат Збройних сил України, учасник російсько-української війни.
- Єршов Володимир Олегович — доктор філологічних наук, професор.
- Клименко Олександр Іванович (нар. 26 квітня 1970 року) — український письменник, літературний критик, музикант, лауреат літературних премій, член Національної спілки письменників України (2011).
- Карасьов Вадим Юрійович (1956) — український проросійський політолог, політтехнолог і аналітик
- Кудрицький Євген Михайлович (1894 —† 1976) — український мовознавець.
- Кудрицький Павло Михайлович (1896 —1926) — український актор, режисер.
- Люись Саковитз (англ.[en]), Засновник мережі універмагів Sakowitz
- Малюк Василь Васильович (1983) — український військовик, генерал-лейтенант СБУ, кандидат юридичних наук, голова Служби безпеки України (з 14 лютого 2023).
- Міхненко Віктор Васильович (* 1955) — український громадський діяч.
- Небаба, Мартин (XVI ст.—1651) — військовий діяч Хмельниччини.
- Олізар Густав (1798–1865) — київський губернський маршалок дворянства, польськомовний поет.
- Панасюк Сергій Іванович (1985—2014) — військовий, загинув при виконанні бойових обов'язків під час АТО.
- Пічета Володимир Іванович (1878–1947) — український славіст.
- Римар Петро Олексійович (1939–2010) — український архітектор, член Національної спілки архітекторів України, член International Council on Monuments and Sites (ICOMOS) (Міжнародної ради з питань пам'яток і визначних місць), член Українського національного комітету ICOMOS, член Українського товариства охорони пам'яток історії та культури (УТОПІК).
- Сезько Анна Олександрівна (* 2003) — українська боксерка і кікбоксерка. Чемпіонка світу і Європи.
- Скок Денис Олександрович (1999—2023) — солдат Збройних сил України, учасник російсько-української війни.
- Тепенчак Олександр Васильович (1977—2022) — український тренер, кандидат у майстри спорту зі спортивного орієнтування, молодший сержант Збройних Сил України, учасник російсько-української війни, що загинув у ході російського вторгнення в Україну в 2022 році.
- Тілло Марія Семенівна (1977–2006) — українська поетеса, кандидат філологічних наук.
- Чмут Тарас Миколайович (1991) — військовий аналітик, голова фонду «Повернись живим» (з 2020).

## Галерея

Пам'ятник Тарасу Шевченку
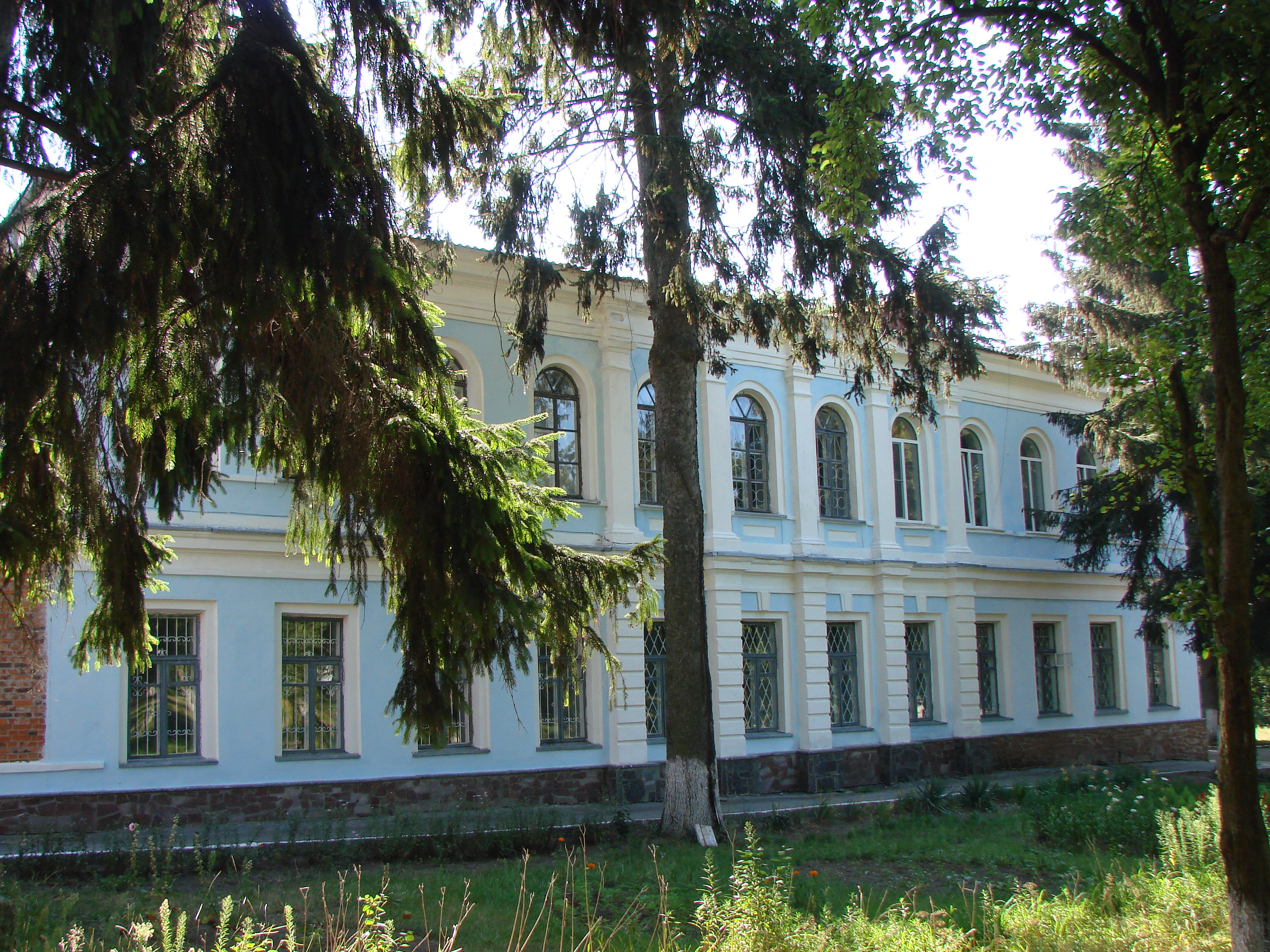
Педагогічний коледж ім. І. Франка, у минулому - будівля учительської семінарії
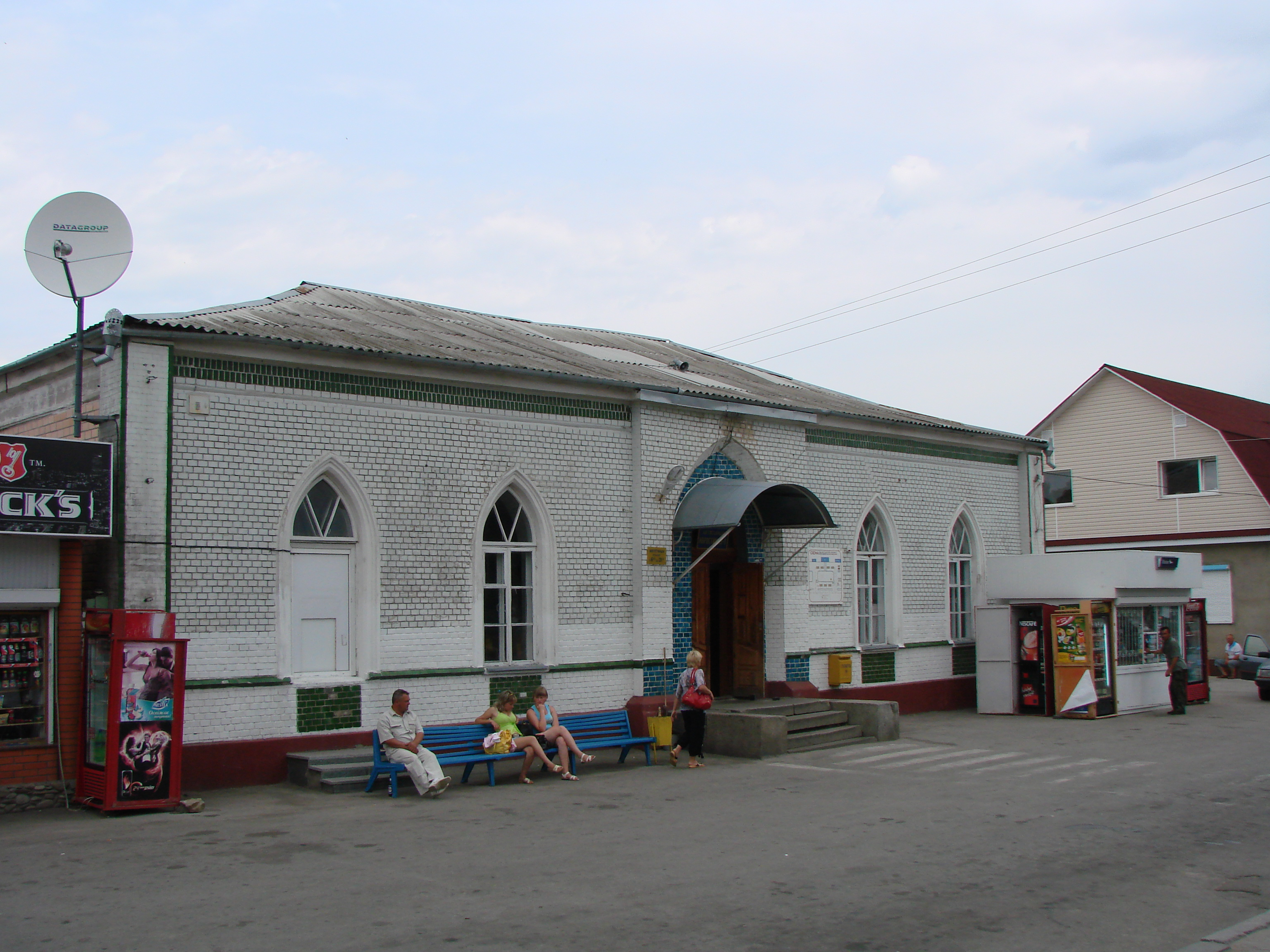
Будівля автостанції, колишня поштова станція середини XIX ст.
Костел, кінець XVIII ст.
Пам'ятник Густаву Олізару
Плебанія костелу, кінець XVIII ст.
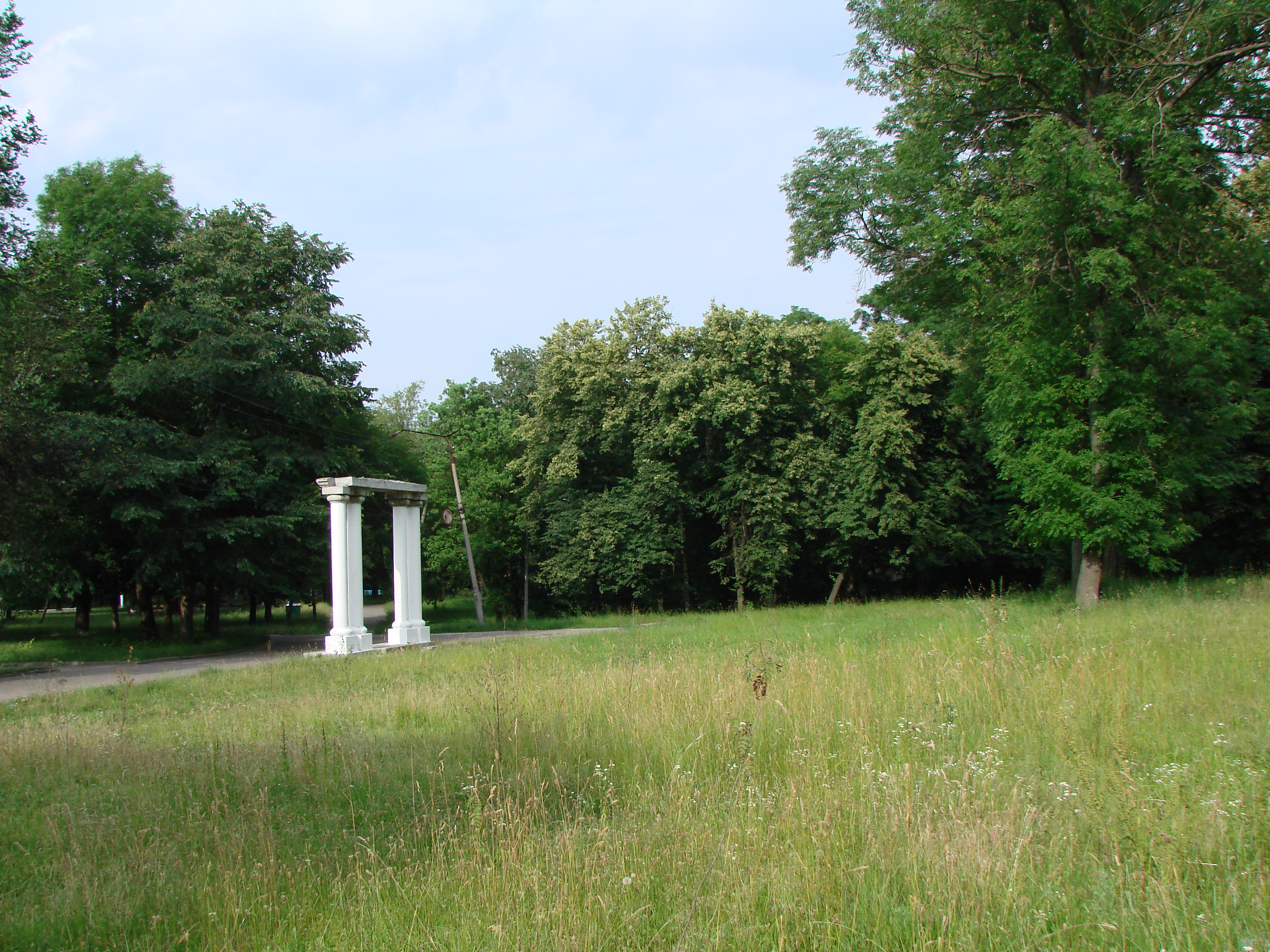
Місце, де розташовувався маєток Олізарів
Коростишів - місто шахтарської слави
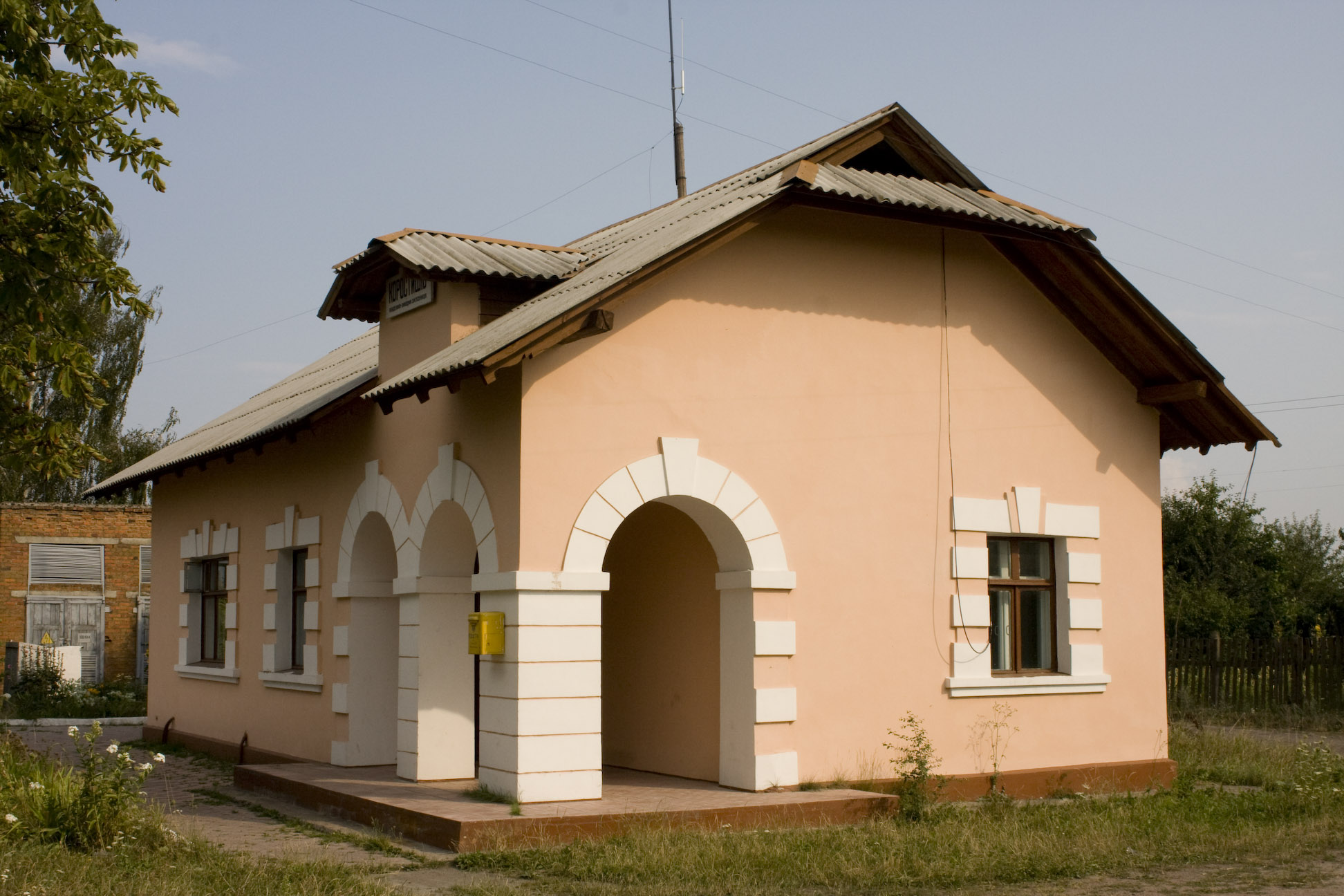
Вокзал залізничної станції «Коростишів»
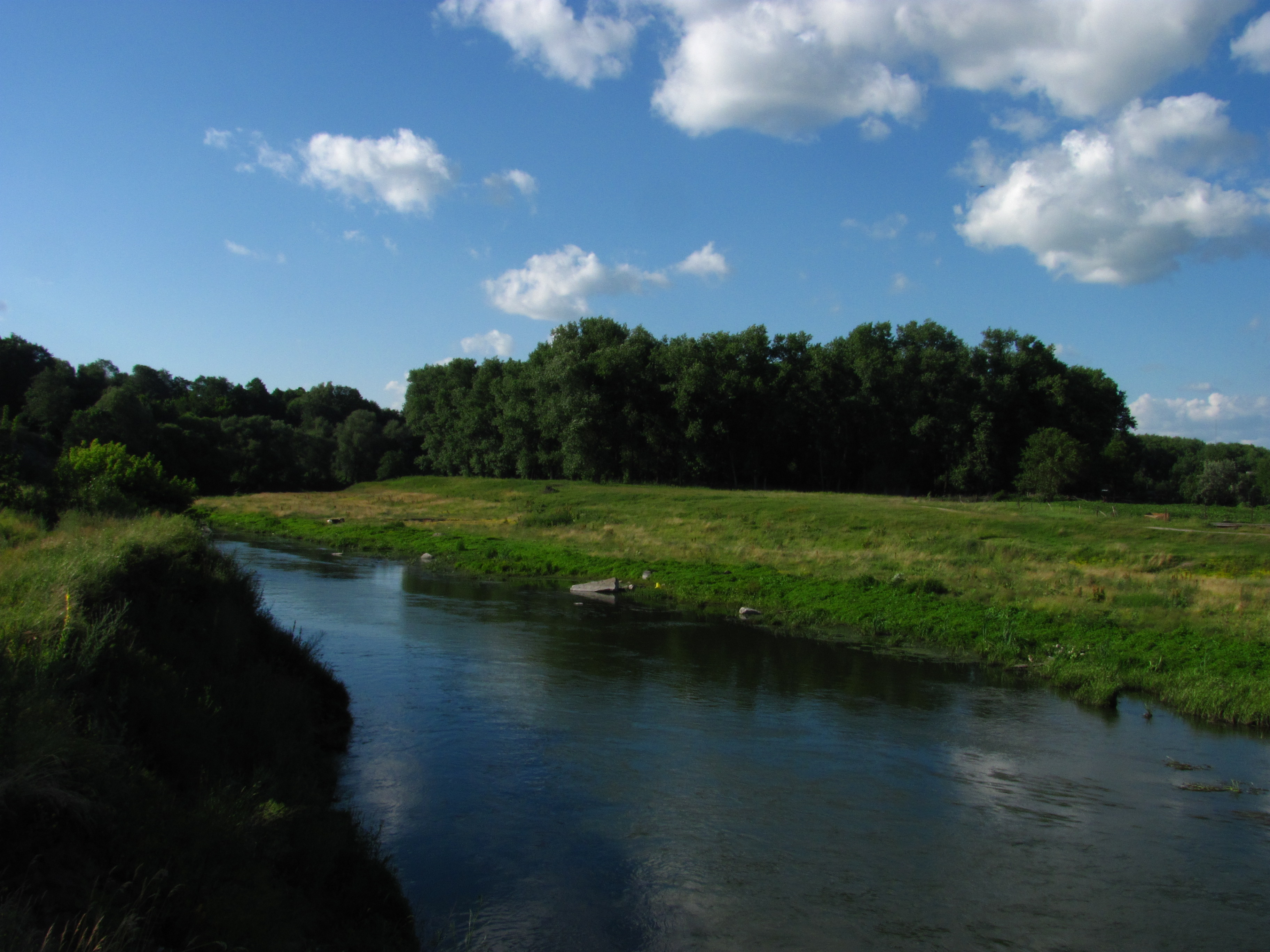
Річка Тетерів в районі Коростишева
Річка Тетерів в районі КоростишеваРічка Тетерів в районі Коростишева
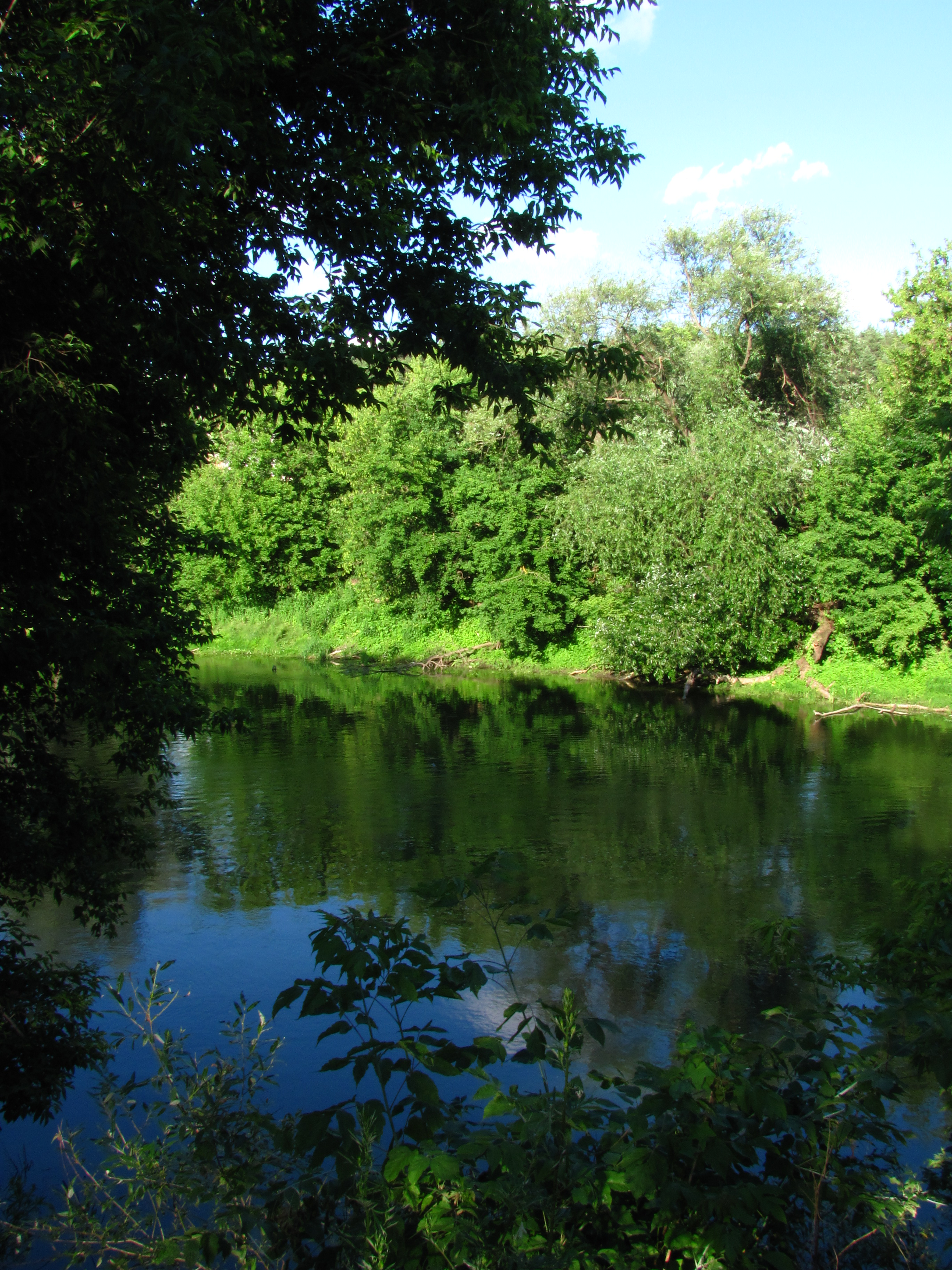
Річка Тетерів в районі Коростишева
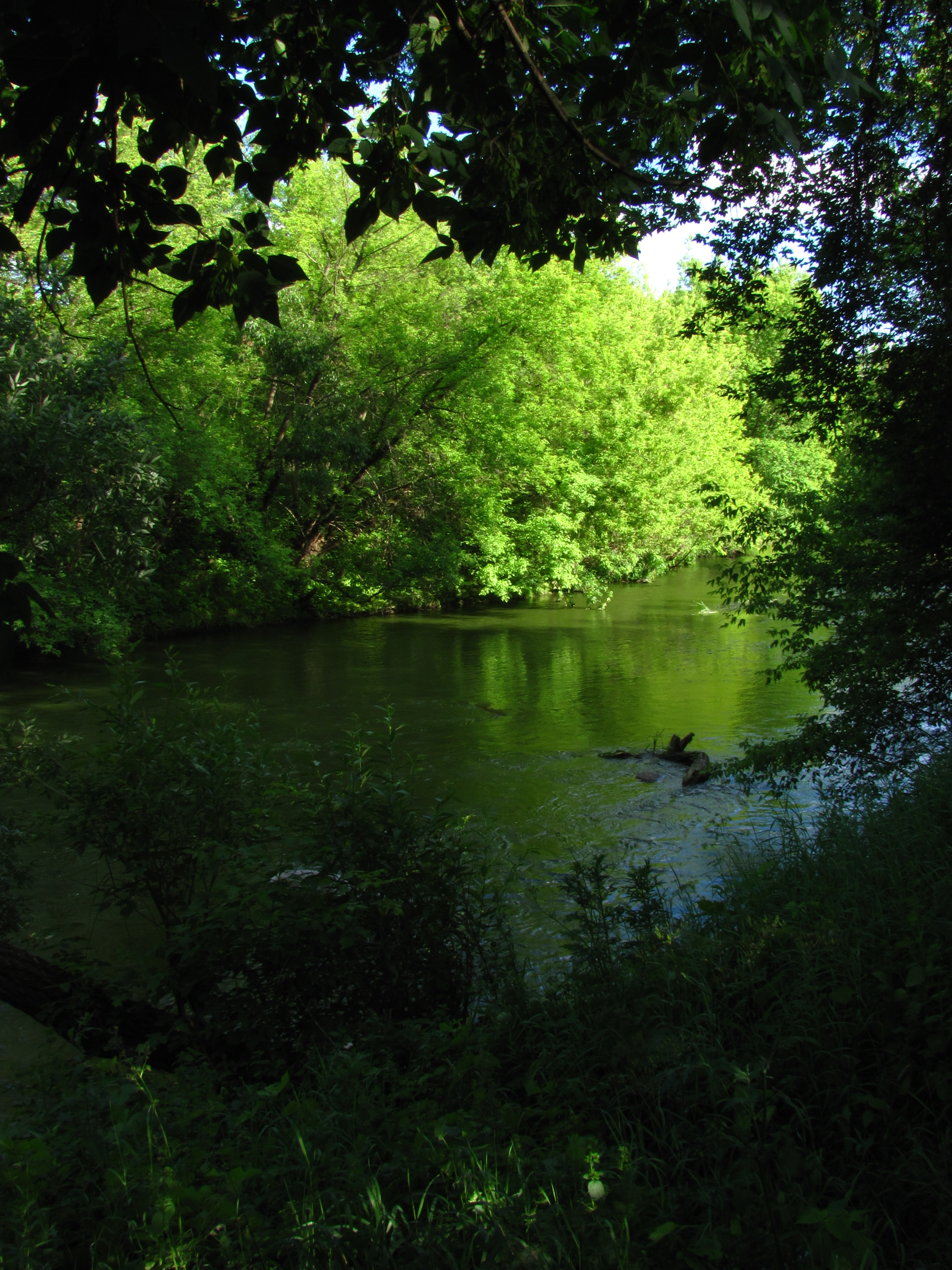
Річка Тетерів в районі Коростишева
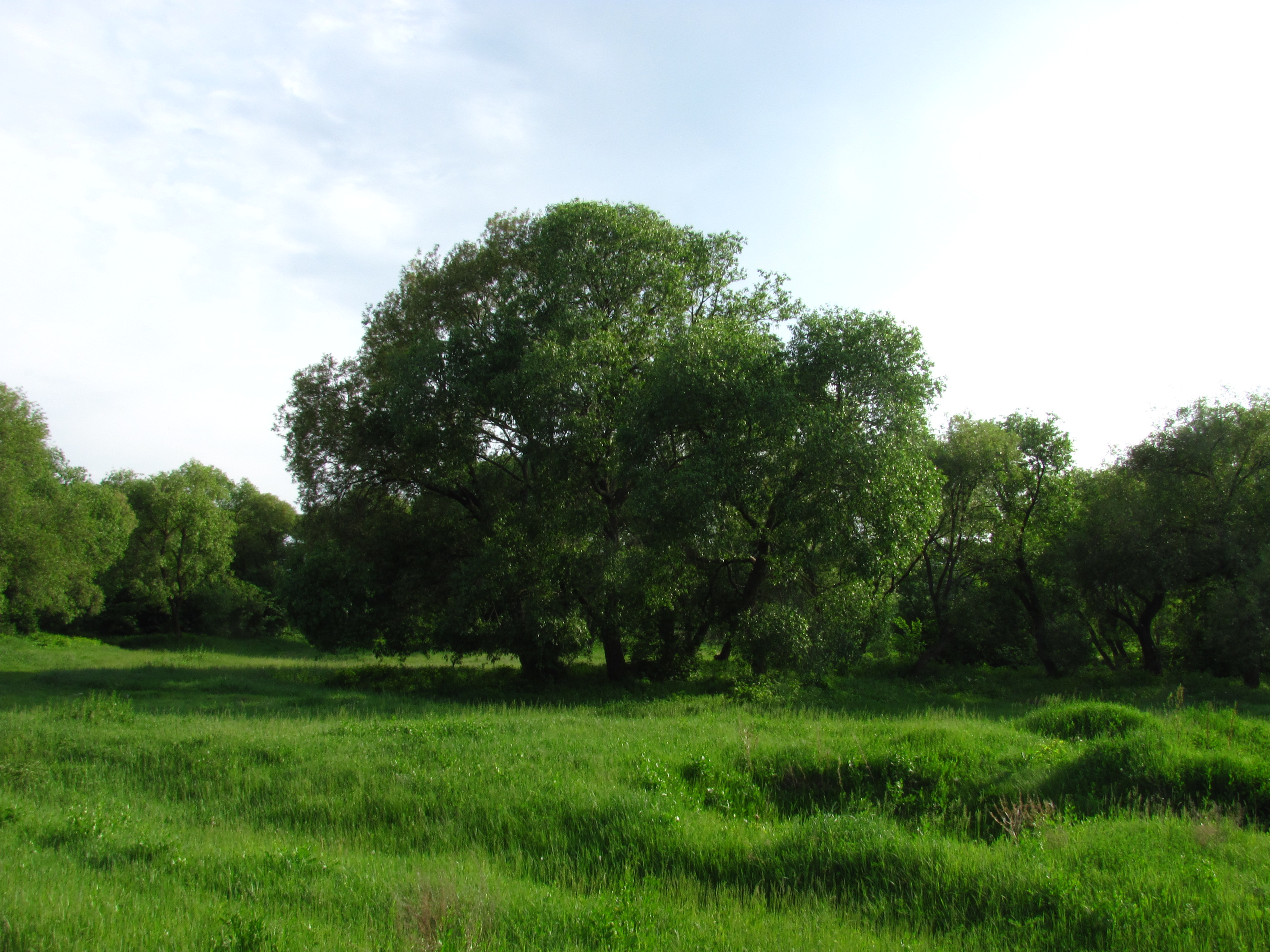
Коростишівські луки
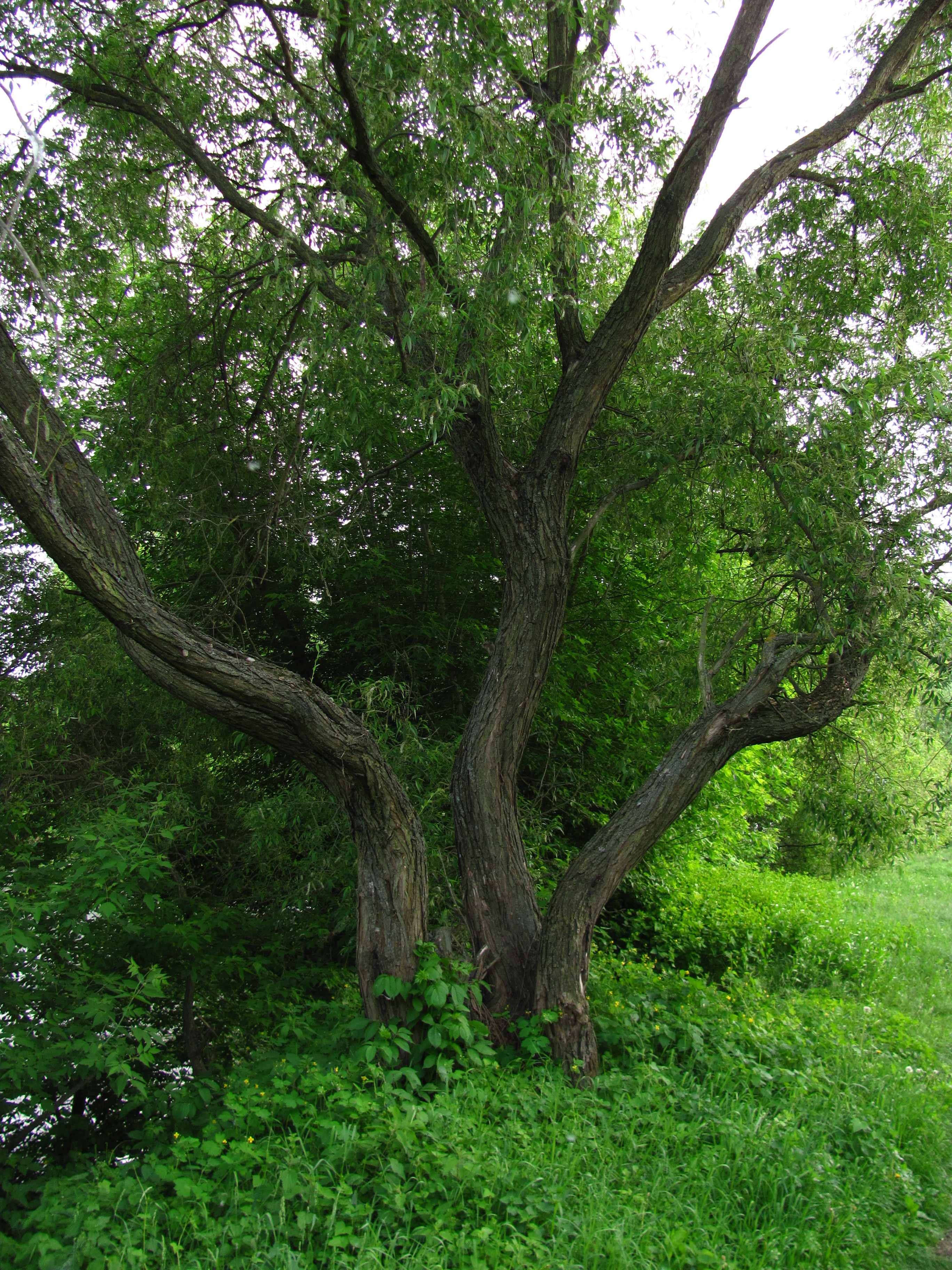
Коростишівські лози
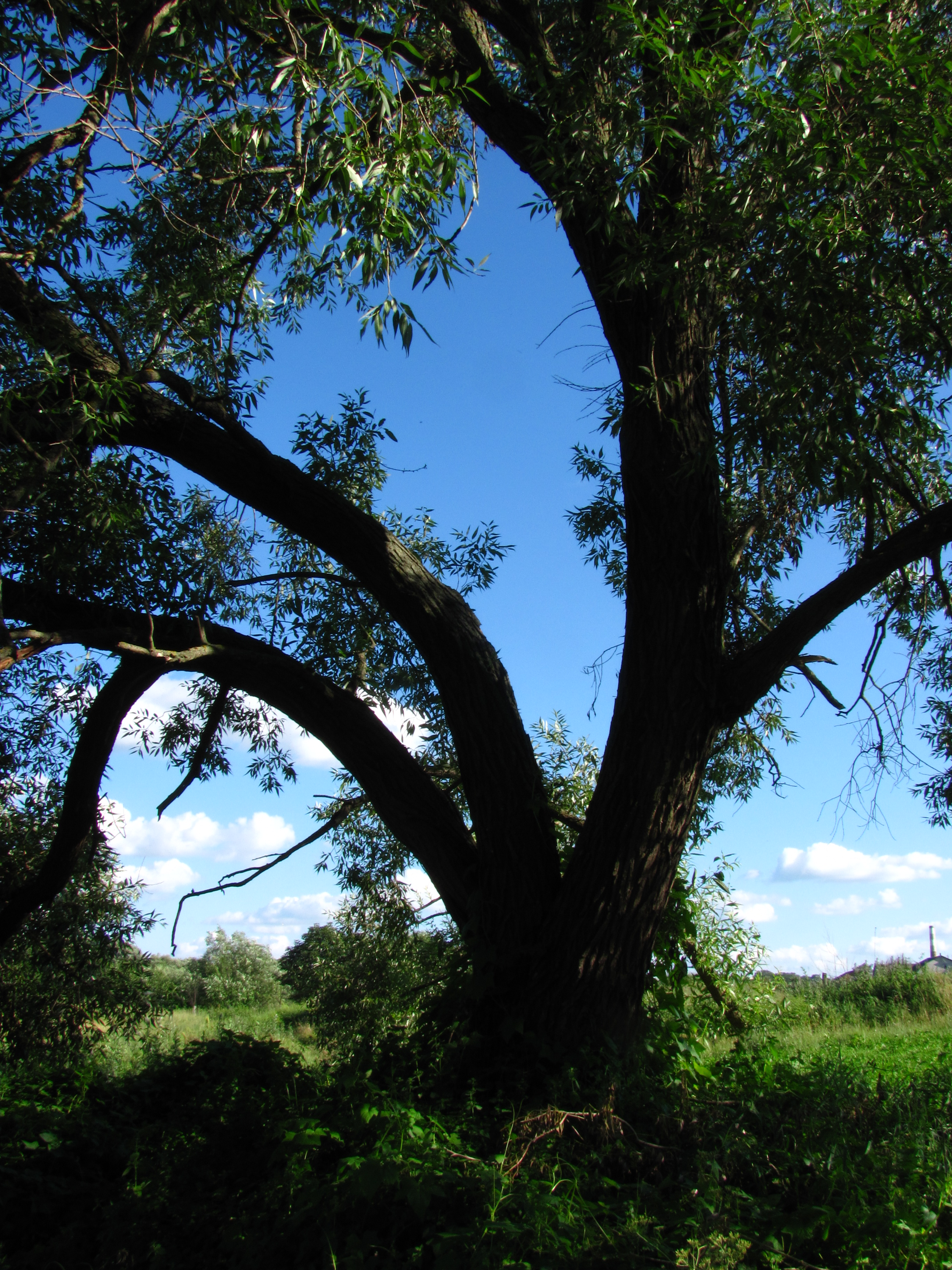
Коростишівські лози
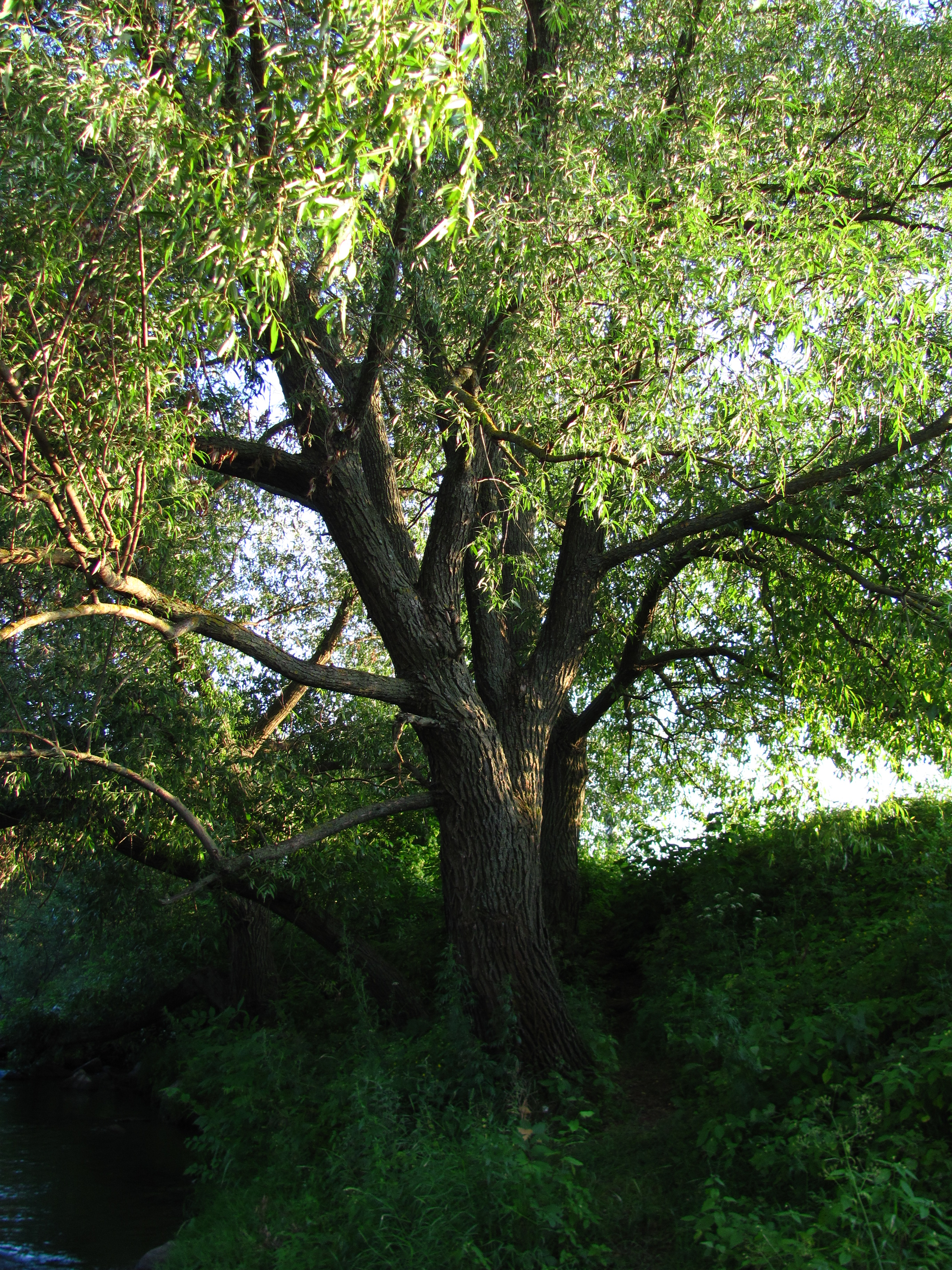
Коростишівські лози
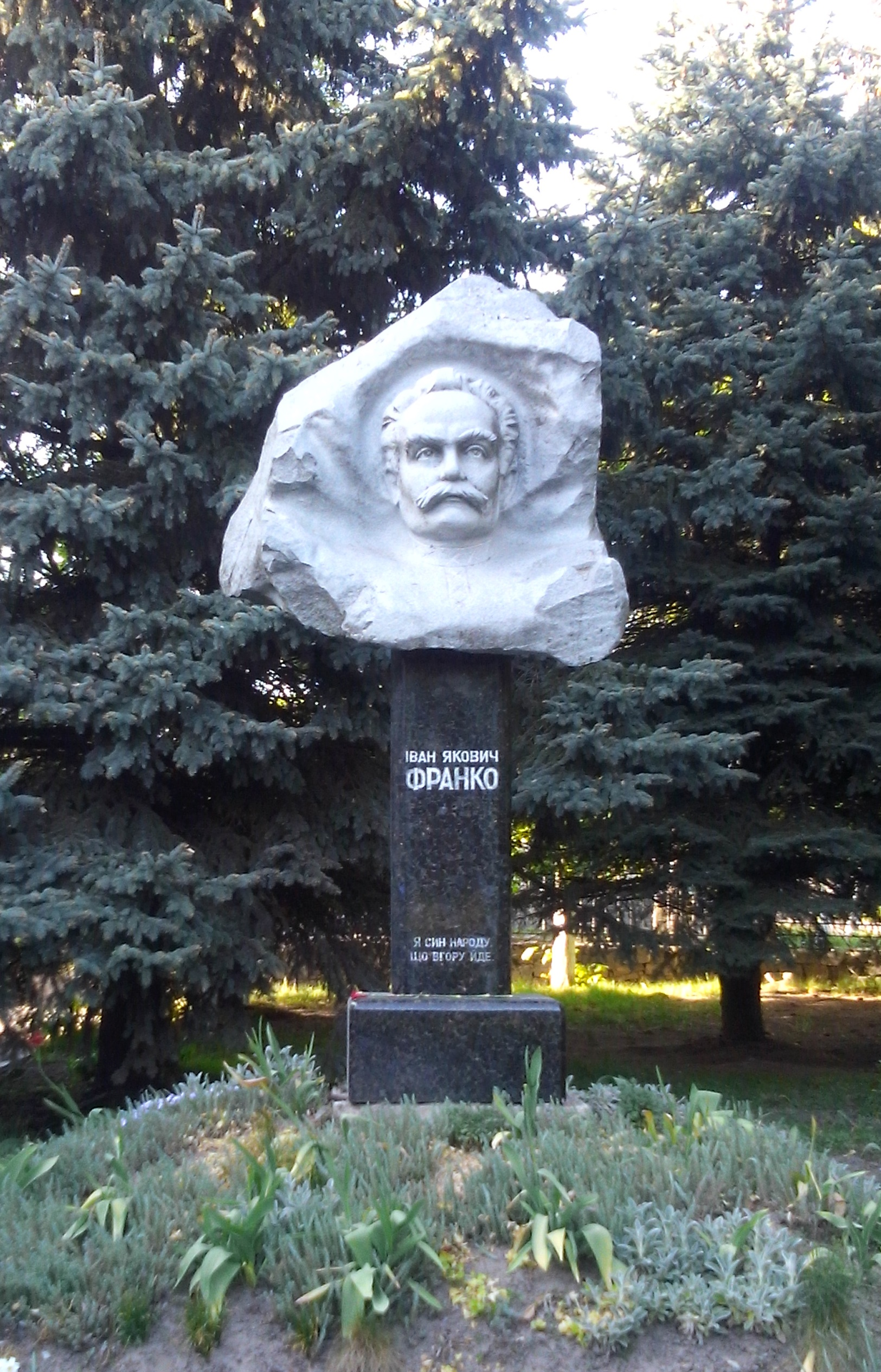
Погруддя Івану Франку
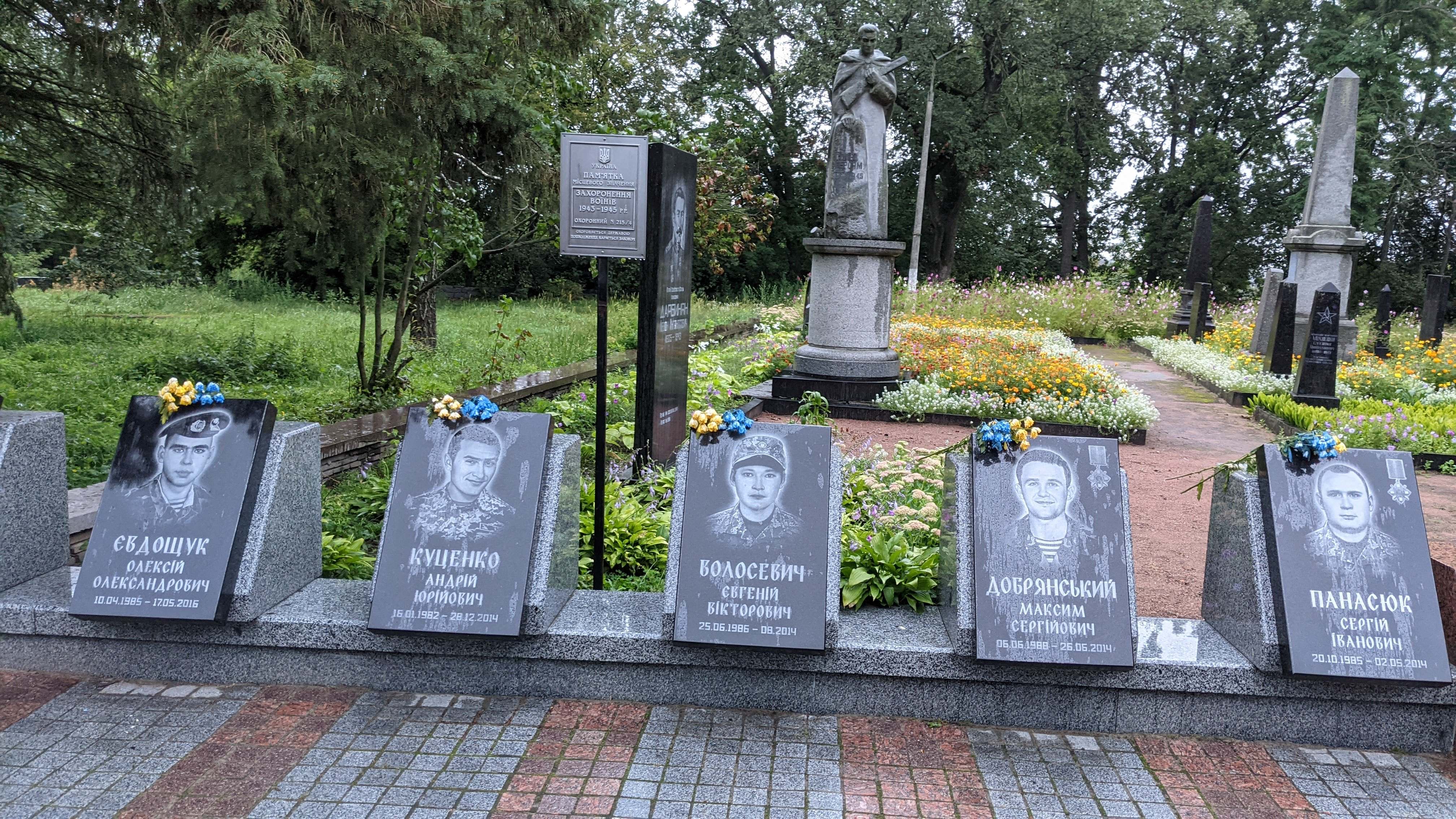
Поховання воїнів